# Benjamin Thompson
Benjamin Thompson (Woburn, 26 marzo 1753 – Auteuil, 21 agosto 1814) è stato un fisico e ingegnere statunitense naturalizzato britannico, divenne conte di Rumford nel 1785 quando in Germania fu assistente di Carlo Teodoro di Baviera.

## Biografia
La sua vita fu movimentata: fu una spia, un inventore e uno studioso; visse in Inghilterra.
Nato in un paese rurale del Massachusetts, negli odierni Stati Uniti, iniziò gli studi nella scuola locale, ma ebbe modo in seguito di frequentare Cambridge (Massachusetts).
All'età di 13 anni divenne apprendista commerciante e dimostrò un certo talento, a 14 anni diede prova del suo interesse per la scienza prevedendo un'eclissi solare.
In seguito a un precoce matrimonio si trasferì a Concord, oggi nel New Hampshire, ma all'epoca contesa fra Massachusetts e New Hampshire, e nota nei due Stati come Rumford e Bow.
Quando nel 1776 gli inglesi fecero evacuare Boston, la conoscenza del governatore del New Hampshire gli consentì di lasciare l'America nel 1776 per Londra. Qui egli fece carriera negli affari di Stato, divenendo anche membro della Royal Society.
Nel 1785 si trasferì in Germania, in Baviera, dopo avere fatto la conoscenza ed essere diventato assistente di Carlo Teodoro di Baviera. Nell'arco di undici anni Thompson ricoprì molti incarichi tra cui Ministro della guerra, Ministro della polizia e Gran Ciambellano, ma trovò tempo anche per continuare la sua attività scientifica. Nel 1791 fu eletto al rango di nobile del Sacro Romano Impero, con il titolo di conte; scelse di chiamarsi conte di Rumford dal nome della città dove si era sposato (che poi cambiò nome in Concord). 
Nel 1796 donò 5000 dollari sia alla Royal Society di Londra sia all'American Academy of Arts and Sciences perché attribuissero un premio biennale agli scienziati impegnati in ricerche nel campo della luce o del calore. La Royal Society di Londra iniziò ad assegnare la medaglia Rumford, l'American Academy of Arts and Sciences il premio Rumford.
Nel 1799 fondò a Londra la Royal Institution, un ulteriore importante contributo di Rumford nel settore dell'educazione. Tra i suoi meriti va ricordata anche l'attività di solidarietà verso i poveri. A Monaco di Baviera adibì un capannone industriale a mensa e scuola professionale. Fu il creatore della cosiddetta "zuppa dei poveri", una minestra composta da patate, orzo, piselli secchi e aceto di birra, e particolarmente energetica. La zuppa riscosse poi successo anche tra classi agiate, tanto che cominciò a esser servita nei ristoranti come "zuppa di Rumford" (Rumfordsuppe). 
Esiste tuttora a Monaco l'Englischer Garten, un ampio parco verde donato alla città da Rumford, ricordato da una statua alla cui base è posta il 4 luglio di ogni anno una corona.
Nel 1804 sposò Marie-Anne Paulze, vedova di Antoine Lavoisier.
Thompson morì nel 1814 e venne sepolto nel cimitero parigino di Auteuil. 
I suoi contributi in ambito scientifico riguardano il campo della termodinamica come i principi della convezione dei fluidi e la circolazione delle correnti oceaniche; inventò anche alcuni oggetti come un tipo di caffettiera, biancheria termica e un tipo di focolare chiamato "caminetto di Rumford" caratterizzato dall avere un elevato rendimento ed ottime capacità di illuminazione e riscaldamento degli ambienti, grazie alla sua particolare conformazione, con una bocca alta e poco profonda oltre che le spallette laterali divergenti rivolte verso l ambiente da scaldare. Tale caminetto è ancora molto in uso in Europa e negli Stati Uniti.

## Esperimenti
Il conte Rumford, grazie ai suoi esperimenti, riuscì a dimostrare che il "calorico" non era un fluido liberato da un solido nel momento in cui se ne producevano dei trucioli o frammenti e che la quantità di calore prodotta forando un cannone di bronzo non poteva essere attribuita a un cambio del calore specifico del metallo ma  era il movimento dell'utensile, anche spuntato e quindi non in grado di formare trucioli, che "comunicava" con il metallo mediante l'attrito, producendo calore.
Un altro importante risultato ottenuto da Rumford grazie al suo terzo esperimento è stata la stima della quantità di energia meccanica necessaria per produrre una certa quantità di calore. In questo suo esperimento egli affermò che "The total quantity of ice cold water which, with the heat actually generated by friction and accumulated in 2 hours and 30 minutes, might have been heated 180 °F, or made to boil is 26,58 lbs", ovvero che la quantità totale di acqua ghiacciata che potrebbe essere scaldata a 100 °C cioè fatta bollire con il calore generato dall'attrito accumulato in 2 ore e 30 minuti, è pari a 26,58 libbre (12,056 kg).
Questo risultato fu ripreso da Joule nel suo famoso articolo sull'equivalente meccanico del calore. Egli stimando il lavoro fatto nell'esperimento di Rumford uguale a 33000 foot-pounds al minuto trovò che il lavoro in 2 ore e 30 minuti era 4950000 foot-pounds. Quindi il calore necessario per innalzare la temperatura di una libbra di acqua di 1 °F è equivalente a 4950000/180/26,58 all'energia di 1034 foot-pounds (1401,916 joule). Di conseguenza l'equivalente meccanico del calore trovato da Rumford sarebbe stato 5,565 J/Cal confrontabile con quello che Joule stesso trovò con il suo famoso esperimento del Mulinello (4,155 J/Cal). 
Nella figura sottostante sono rappresentati gli strumenti che utilizzò Rumford nel suo terzo esperimento. In fig.1 è rappresentato il cannone di ottone che utilizzò allo stato iniziale. Nella fig.2 è rappresentato il cannone durante l'esperimento e nelle fig. 3,4,5,6,7,8 sono rappresentati degli ingrandimenti della fig.2

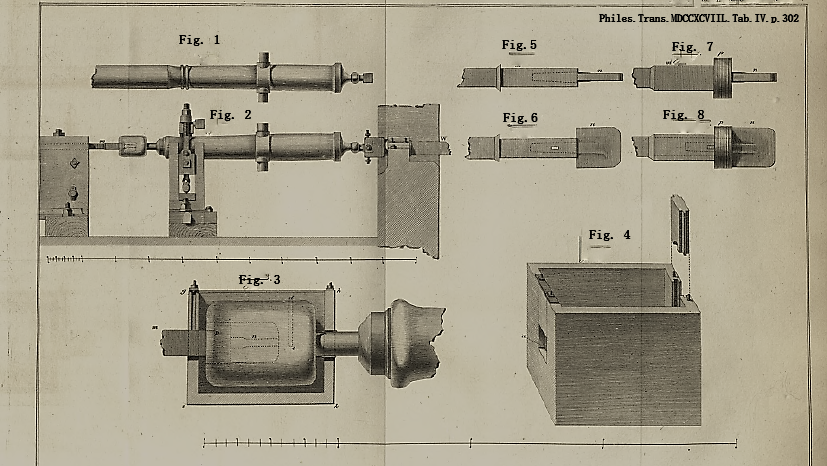
Strumenti utilizzati da Rumford nel suo terzo esperimento